# Bruno Correia Mendes
Bruno Correia Mendes, né le 10 décembre 1994 à Cascais au Portugal, est un footballeur bissaoguinéen qui joue au poste d'attaquant au FC UNA Strassen.

## Biographie

### FC Etzella Ettelbruck (2018-2020)
Pour la première fois de sa carrière, il quitte son pays natal pour rejoindre le Luxembourg en signant au FC Etzella Ettelbruck.

### RM Hamm Benfica (2020-2021)
En 2020, il s'engage avec le RM Hamm Benfica.

### CS Fola Esch (2021-2023)
En 2021, le joueur s'engage avec le CS Fola Esch.

### FC UNA Strassen (depuis 2023)
Il rejoint le FC UNA Strassen dès 2023.

#### Prêt au FC Rodange 91 (2025)
Lors du mercato hivernal 2025, le joueur est prêté jusqu'à la fin de saison 2024-2025 au FC Rodange 91, en BGL Ligue.

## Palmarès
| FC Etzella Ettelbruck :                  |
| ---------------------------------------- |
| - Coupe du Luxembourg - Finaliste : 2019 |